# Kaemked
Kaemked je bio princ drevnog Egipta 4. dinastije. Bio je sin princeze Nefertnesu, unuk faraona Snofrua, te polunećak faraona Kufua. Kaemkedov otac nije poznat.